# Naalasita
La naalasita és un mineral de la classe dels fosfats.

## Característiques
La naalasita és un arsenat de fórmula química NaAl(AsO₃OH)₂·H₂O. Va ser aprovada com a espècie vàlida per l'Associació Mineralògica Internacional en el mes de juliol de l'any 2023, i publicada en el mes de gener de 2024. Cristal·litza en el sistema trigonal.
L'exemplar que va servir per a determinar l'espècie, el que es coneix com a material tipus, es troba conservat a les col·leccions del Museu d'Història Natural del Comtat de Los Angeles, als Estats Units, amb el número de catàleg: 76282.

## Formació i jaciments
Va ser descoberta a la mina Torrecillas, situada a Salar Grande, dins la província d'Iquique (Regió de Tarapacá, Xile), sent l'únic indret de tot el planeta on ha estat descrita.